# John Zander
John Adolf Fredrik Zander (ur. 31 stycznia 1890 w Sztokholmie, zm. 9 czerwca 1967 tamże) – szwedzki lekkoatleta (średnio- i długodystansowiec), wicemistrz olimpijski z 1912.
Zdobył srebrny medal w biegu na 3000 metrów drużynowo na igrzyskach olimpijskich w 1912 w Sztokholmie. Konkurencja ta była rozgrywana według następujących reguł: w każdym z biegów brało udział po pięciu reprezentantów każdego z krajów. Pierwsi trzej zawodnicy z każdej reprezentacji byli zawodnikami punktowanymi, na zasadzie pierwsze miejsce = jeden punkt. Drużyna z najmniejszą ilością punktów wygrywała. Drużyna szwedzka weszła do finału po zwycięstwie nad Niemcami w biegu eliminacyjnym. W finale zajęła 2. miejsce, a Zander indywidualnie był dziesiąty. Jego kolegami z drużyny byli: Thorild Olsson, Ernst Wide, Bror Fock i Nils Frykberg. Ponieważ wynik Zandera nie liczył się do punktacji, nie zawsze jest uważany za medalistę olimpijskiego. Startował na tych igrzyskach również w biegu na 1500 metrów, w którym zajął 7. miejsce.
5 sierpnia 1917 w Sztokholmie ustanowił rekord świata w biegu na 1500 metrów czasem 3:54,7. Został on poprawiony w 1924 przez Paavo Nurmiego. 18 czerwca 1918 w Sztokholmie Zander ustanowił rekord świata w biegu na 2000 metrów wynikiem 5:30,4. 7 sierpnia tego roku w Sztokholmie ustanowił rekord świata w biegu na 3000 metrów czasem 8:33,2. Również te rekordy poprawił Nurmi, tym razem w 1922.
Wystąpił na igrzyskach olimpijskich w 1920 w Antwerpii, gdzie nie ukończył biegu finałowego na 1500 metrów. W biegu drużynowym na 3000 metrów wystąpił w biegu eliminacyjnym wygranym przez Szwecję, ale nie wziął udziału w biegu finałowym, w którym Szwecja zdobyła brązowy medal. Nie jest uważany za medalistę olimpijskiego w tej konkurencji.
Oprócz rekordów świata Zander był również dwukrotnym rekordzistą Szwecji w biegu na 5000 metrów (do wyniku 14:57,5 osiągniętego 17 sierpnia 1918 w Sztokholmie).
Był mistrzem Szwecji w biegu na 800 metrów w 1912 i 1913, w biegu na 1500 metrów w latach 1913 i 1915-1918, w biegu na 5000 metrów w 1917 i 1918 oraz w biegu na 3000 metrów z przeszkodami w 1915. W 1913 zdobył mistrzostwo Wielkiej Brytanii (AAA) w biegu na milę.